# Lomščica
Lomščica je gorski potok, ki izvira v več izvirih v bližini planinske postojanke Dom pod Storžičem v Kamniško-Savinjskih Alpah, teče po istoimenski dolini med Storžičem na jugu in Konjščico na severu ter se v bližini naselja Lom pod Storžičem kot levi pritok izliva v Tržiško Bistrico.